# HMS Visborg (A265)
HMS Visborg (A265) ursprungligen M03 var ett av svenska marinens minfartyg men byggdes år 1998 om till underhållsfartyg till dåvarande 2. ytstridsflottiljen. Visborg sjösattes den 22 januari 1974 och var då tillsammans med HMS Älvsborg (M02) ett minfartyg. Utöver detta fungerade Visborg också som flaggskepp för Chefen för kustflottan och dennes stab, flaggen. Fram till 2010 tjänstgjorde Visborg som 4. sjöstridsflottiljens lag- och ledningsfartyg där uppgifterna är att stödja övriga fartyg i flottiljen samt kunna vara den plattform där förbandschefen leder förbandets strid.

## Historia

HMS Visborgs vapen.

Visborg sjösattes den 22 januari 1974 och var tillsammans med HMS Älvsborg (M02) ett minfartyg - med huvuduppgift att snabbt kunna lägga ut sjömineringar som skulle skydda Sverige mot invasion från havet. Utöver detta fungerade Visborg också som stabsfartyg för Chefen för kustflottan och flaggen. 
Från 1998 byggdes fartyget om till underhållsfartyg till dåvarande 2. ytstridsflottiljen och mineringsförmågan utgick till förmån för en anpassning till de nya uppgifterna. Under november månad 2010 avrustades fartyget i Karlskronas örlogshamn för att förberedas för en framtida försäljning. Den 25 november 2010 genomfördes en ceremoni där fartyget överlämnades till Marinbasen (MarinB) och basbataljonen.
Efter att ha legat ute för försäljning i två år låg fartyget från april 2012 upplagt på Lindholmen i Karlskronas örlogshamn i väntan på skrotning, vilken försvårades av de stora mängder asbest som finns ombord. HMS Visborg höggs upp i Landskrona i januari 2014. Det fanns blå asbest i fartyget och saneringen utfördes av inhyrd polsk personal.